# Tasgillus
Tasgillus war ein antiker römischer Toreut (Metallarbeiter), der in der zweiten Hälfte des 1. Jahrhunderts wahrscheinlich in Gallien tätig war.
Tasgillus ist heute nur noch aufgrund eines Signaturstempels auf einer Bronzekasserolle bekannt. Diese wurde in Rheinzabern, Rheinland-Pfalz, Deutschland gefunden. Heute befindet sich das Stück im Badischen Landesmuseum im Schloss in Karlsruhe. Die Signatur lautet lateinisch TASCILLVS F, ergänzt zu Tascillus f(ecit), also Tascillus hat [es] gemacht.

## Einzelbelege
1. ↑  Inventarnummer VI 6033; Richard Petrovszky: Studien zu römischen Bronzegefäßen mit Meisterstempeln. Leidorf, Buch am Erlbach 1993, S. 304, Nr. T.02.01, CIL 13, 10027,043.

| Personendaten    | Personendaten                              |
| ---------------- | ------------------------------------------ |
| NAME             | Tasgillus                                  |
| KURZBESCHREIBUNG | antiker römischer Toreut                   |
| GEBURTSDATUM     | 1. Jahrhundert v. Chr. oder 1. Jahrhundert |
| STERBEDATUM      | 1. Jahrhundert oder 2. Jahrhundert         |